# Naftali Frenkel
Pour les articles homonymes, voir Frenkel.
Naftali Aronovitch Frenkel (en russe : Нафталий Аронович Френкель) (1883 à Haifa – 1960 à Moscou) est un citoyen soviétique membre de la Tchéka, la police secrète soviétique fondée par Félix Dzerjinski dès 1918. Frenkel est surtout connu pour son rôle dans l'organisation du travail dans les camps du Goulag, organisation menée à partir du camp de travail forcé du SLON aux îles Solovetski, puis sur le chantier du canal de la mer Blanche.

## Origines
Les origines de Naftali Frenkel sont incertaines. Selon Alexandre Soljenitsyne, c'est un « Juif turc, né à Constantinople », riche négociant en bois sur la mer Noire, peut-être trafiquant d'armes. D'autres le décrivent comme originaire d'Odessa, où il aurait vécu de commerce et, plus sûrement, de contrebande. Ses documents, lors de son emprisonnement, indiquent qu'il serait né à Haïfa, alors dépendant de l'Empire ottoman, et qu'il aurait fait son chemin à partir de là, via l'Empire austro-hongrois, peut-être jusqu'à Odessa. Après la constitution de l'URSS en 1920, il se présentait en tout cas comme « marchand ».

## Arrestation
En 1923, il fut arrêté pour « avoir franchi illégalement les frontières de l'Union », accusation qui recouvrait essentiellement l'accusation de contrebande, courante à l'égard de ceux dont le commerce prospérait outre-mesure en URSS avant la NEP. Il fut alors condamné à dix ans de travail forcé et déporté aux Solovki, sur la mer Blanche, camp qui allait devenir le « laboratoire du Goulag ». Ces îles et le camp qu'elles hébergeaient portaient alors la dénomination de SLON (Severnye laguerya osobogo naznatcheniya) ou « Camp du nord à destination spéciale » — « слон » signifie « éléphant » et sera autant source de menace que porteuse d'humour noir.

## Prisonnier
Là, il devait rapidement s'élever de la position de prisonnier à celle de membre de l'administration du camp sur la foi de sa proposition d'aligner les rations alimentaires des déportés sur leur taux de réalisation des objectifs de production — proposition qui allait fonder l'échelle des rations (шкала питания). Il est difficile de repérer exactement comment Frenkel se métamorphosa de prisonnier en chef de camp. On dit qu'arrivé aux Solovki, il trouva une désorganisation et un gâchis stupéfiants des ressources, tant humaines que matérielles, et rédigea une description précise des réformes à entreprendre dans chacune des branches du camp (exploitation forestière, pêcheries, élevage, briqueterie, etc.). Il aurait placé sa lettre dans la boîte destinée à recevoir les plaintes des prisonniers, d'où elle aurait été envoyée, à titre de curiosité, à Guenrikh Iagoda, qui allait devenir chef de la Tcheka. Frenkel prétendait qu'il avait été rappelé à Moscou pour discuter de ses idées avec Joseph Staline et Kaganovitch. Là encore, la réalité n'est pas claire : les archives montrent que Frenkel a bien rencontré Staline dans les années 1930 et que ce dernier l'a bien protégé durant les Grandes Purges ; toutefois, aucune trace n'a pu être trouvée d'une rencontre durant les années 1920.
Il est certain que Frenkel fut promu de la position de prisonnier à celle de gardien sur une période étonnamment brève, même selon les standards plutôt chaotiques du SLON : en novembre 1924, après avoir été prisonnier moins d'un an, l'administration du SLON requit l'élargissement de Frenkel, requête acceptée en 1927. Entretemps, l'administration du camp envoya des rapports réguliers et flatteurs au sujet de Frenkel : « Dans le camp, il s'est conduit comme un travailleur au talent si exceptionnel qu'il a gagné la confiance de l'administration du SLON et qu'il est traité avec autorité. […] Il est un des rares travailleurs responsables ».

## Commandant de camp
Frenkel se révéla enfin l'un des chefs de camp les plus influents des Solovki. Sa réputation est toutefois controversée : Alexandre Soljenitsyne assure que c'est Frenkel qui mit personnellement au point le système « vous mangez en fonction de ce que vous travaillez », cette échelle de distribution des rations au prorata de la besogne accomplie, qui détruisait les prisonniers en quelques semaines. Mais de nombreux historiens, tant en Russie qu'en Occident, considèrent les divers récits de la toute-puissance de Frenkel comme légendaires. Anne Applebaum reconnaît cependant que même sans avoir inventé tous les aspects du système, il trouva le moyen de faire d'un camp de prisonniers une institution économique rentable et il le fit à un moment, en un lieu et d'une manière qui ne pouvaient qu'attirer l'attention de Staline.
Selon ce système, le travail se payait en nourriture à partir d'une distribution très précise des vivres. Frenkel divisa les prisonniers du SLON en trois groupes :
1. ceux considérés comme capables d'un travail lourd (800 g de pain et 80 g de viande) ;
2. ceux capables seulement d'un travail léger (500 g de pain et 40 g de viande) ;
3. les invalides (400 g de pain et 40 g de viande).

Chaque groupe était affecté à des tâches différentes selon des normes particulières et recevait la ration correspondante, ce qui établissait des différences drastiques entre les déportés. En somme, les invalides recevaient une ration réduite de moitié par rapport aux déportés les plus forts. En pratique, le système partageait les prisonniers très rapidement entre ceux qui survivraient et les autres.
Sous les ordres de Frenkel, la nature même du travail réservé aux prisonniers changea, depuis l'élevage de bêtes à fourrures ou la culture de plantes tropicales vers la construction de routes ou l'abattage des arbres. Dès lors, le régime du camp changea également et évolua vers la rentabilité du travail et le SLON se développa au-delà de l'archipel des Solovki jusque dans la région d'Arkhangelsk, sur le continent, et de là à des milliers de kilomètres des îles Solovetski, où Frenkel envoya des équipes de forçats.
Tout ce qui ne contribuait pas directement à l'économie du camp fut abandonné : toute prétention de rééducation disparut ; les réunions de la Société des Solovetski pour les traditions locales cessèrent ; les journaux et revues publiées dans le camp furent fermés ; la distinction entre les condamnés de droit commun et les politiques fut abolie dès lors que les deux groupes furent menés ensemble au travail ; et les rencontres culturelles supprimées, même si, pour faire bonne impression sur les visiteurs, le musée et le théâtre subsistèrent. En revanche, à la même époque, les actes de cruauté gratuite infligés par les gardiens décrurent, ce type de comportement étant sans doute néfaste à la capacité de travail des déportés.
Néanmoins, les témoignages de la cruauté de Frenkel restent solides : en 1927, l'année de sa prise de fonction, l'une des premières communications à l'étranger sur le camp des îles Solovetski, Raymond Duguet, anti-communiste français, écrivait que « grâce à ces effroyables initiatives, des millions de malheureux sont surchargés d'un terrible travail dans d'atroces souffrances ». Frenkel fut accusé en 1928 par ses camarades de la cellule du Parti communiste des îles Solovetski d'organiser un réseau d'espionnage personnel « de manière à tout savoir de chacun avant tout autre ».

## Kommersant
Ainsi, avant même d'être élargi, Frenkel avait organisé l'« Ekonomicheskaya kommercheskaya chast », le département économico-commercial du SLON, par lequel il voulait rendre le camp des Solovki non seulement auto-suffisant, mais lui permettre même de dégager des bénéfices au point que le SLON commença de retirer du travail à diverses entreprises d'État — alors que certains éléments de concurrence subsistaient dans l'économie soviétique, ce dont Frenkel sut tirer profit. Le SLON avait ainsi obtenu l'exploitation civile du bois en Carélie, où il pouvait abattre jusqu'à 130 000 m3 de bois et était devenu actionnaire de la Banque communale de Carélie. Les autorités locales de Carélie supportèrent difficilement cette évolution de la nature du camp, notamment la concurrence provoquée sur le marché du travail par l'usage d'une main-d'œuvre contrainte qui privait de leur emploi les forestiers locaux. En février 1926, plusieurs dirigeants locaux reprochèrent au SLON de faire payer bien trop cher la construction de la route Kem - Oukhta, qualifiant l'évolution du Camp de « kommersant » : « un marchand aux grosses mains avides et [dont] le but essentiel est de faire du profit » .
Ces dirigeants locaux se plaignaient également des liens entre le SLON et l'OGPU, qui lui permettaient de se mettre au-dessus des lois et de ne pas payer d'impôts locaux. Dans le camp même, peu doutaient de l'influence de Frenkel dans l'élaboration de ces succès économiques. Il était clairement identifié avec la dérive commerciale du SLON et détesté pour cette raison même. En 1928, l'un des responsables du camp, Iachenko, allait jusqu'à reconnaître qu'il haïssait suffisamment Frenkel pour avoir envisagé de le supprimer : « un ancien prisonnier qui a été libéré après trois ans de travail parce qu'à cette époque il manquait de gardes pour travailler dans le camp », ajoutant que « lorsque la rumeur a couru qu'il pouvait partir, les gens disaient « on ne peut pas travailler sans lui » ».
D'autres se demandaient pourquoi Frenkel était servi en priorité dans les magasins du SLON et à des prix réduits (l'un de ces magasins avait ouvert à Kem comme s'il en était le propriétaire). Surtout, beaucoup s'inquiétèrent de la dérive commerciale du SLON, dérive qui lui faisait négliger ses autres devoirs et notamment le travail de rééducation. Enfin, les prisonniers étaient astreints à des conditions de travail iniques, proche de l'esclavage sans que leurs plaintes (y compris les tentatives de suicide ou de mutilation) fussent suivies d'enquête .

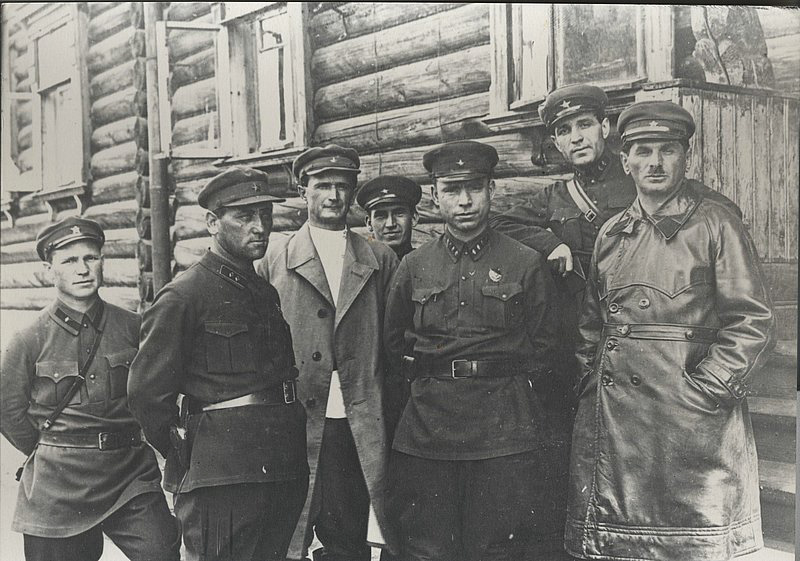
Frenkel (à droite) sur le canal de la mer Blanche chantier du Belomor canal.

Le sentiment que l'évolution des camps des Solovki, sous le contrôle de Frenkel, était efficace était partagé par Staline : la préférence de ce dernier pour le travail forcé sur le travail ordinaire peut être retrouvé dans l'intérêt continu, tout au long de sa vie, que Staline montra pour des détails très précis de l'administration des camps. L'approbation au plus haut niveau de l'État des méthodes de Frenkel allait mener rapidement à la duplication de son système dans tout le pays. Lorsqu'est lancé en février 1931 le canal de la mer Blanche, premier grand projet de l'ère stalinienne du Goulag, Frenkel est nommé chef de la construction du canal, un poste extraordinairement élevé pour un ancien déporté. Frenkel travailla sur ce chantier de novembre 1931 à son achèvement, secondé par Matveï Berman à partir de juin 1932 [date à vérifier].

## Carrière ultérieure
Toute sa vie, Frenkel fut protégé des arrestations et d'une possible exécution par une intervention au plus niveau. Joseph Staline avait la haute main sur qui devait ou ne devait pas être inquiété durant la Grande terreur et ses suites : il est notable que malgré la mort de la quasi-totalité de ses anciens collègues, Frenkel parvint à rester en vie. En 1937, Frenkel était à la tête du BAMlag, le chantier de la voie ferrée Baikal Amour Magistral, « l'un des camps les plus chaotiques et meurtriers d'Extrême-Orient », et pourtant, quand 48 « trotskistes » furent arrêtés au BAMlag en 1938, il ne fut pas parmi ceux qu'on accusa de « sabotage ». Le cas de Frenkel fut mystérieusement classé à Moscou, sans doute par Staline, poussant le procureur local de l'enquête au BAMlag à écrire au procureur en chef d'URSS, Vychinski, pour se plaindre.
Entre 1937 et 1945, Frenkel fut à la tête du Directoire des chantiers de constructions ferroviaires (ГУЖДС). Il est déchargé de ses fonctions en avril 1947 pour raisons de santé et reçoit à partir de ce moment-là une pension de retraite. Il est remplacé à son dernier poste par le général-major Ivan Petrenko (ru). Il meurt en 1960 à Moscou et sera enterré au Cimetière de la Présentation.
Il fut récompensé à trois reprises de l'Ordre de Lénine et reçut le titre de Héros du travail socialiste.